# Флемінгтон (Джорджія)
Флемінгтон (англ. Flemington) — місто (англ. city) в США, в окрузі Ліберті штату Джорджія. Населення — 825 осіб (2020).

## Географія
Флемінгтон розташований за координатами 31°51′2″ пн. ш. 81°33′46″ зх. д. / 31.85056° пн. ш. 81.56278° зх. д. (31.850447, -81.562784).  За даними Бюро перепису населення США в 2010 році місто мало площу 12,30 км², з яких 11,84 км² — суходіл та 0,46 км² — водойми.

## Демографія
Згідно з переписом 2010 року, у місті мешкали 743 особи в 255 домогосподарствах у складі 206 родин. Густота населення становила 60 осіб/км².  Було 285 помешкань (23/км²).
Расовий склад населення:
| - 50,2 % — чорних або афроамериканців - 37,6 % — білих - 5,4 % — азіатів - 2,3 % — осіб інших рас |

До двох чи більше рас належало 4,6 %. Частка іспаномовних становила 6,7 % від усіх жителів.
За віковим діапазоном населення розподілялося таким чином: 26,6 % — особи молодші 18 років, 66,8 % — особи у віці 18—64 років, 6,6 % — особи у віці 65 років та старші. Медіана віку мешканця становила 37,2 року. На 100 осіб жіночої статі у місті припадало 96,0 чоловіків;  на 100 жінок у віці від 18 років та старших — 95,3 чоловіків також старших 18 років.
Середній дохід на одне домашнє господарство  становив 91 513 долари США (медіана — 76 042), а середній дохід на одну сім'ю — 98 847 доларів (медіана — 85 114). Медіана доходів становила 47 500 доларів для чоловіків та 39 107 доларів для жінок. За межею бідності перебувало 8,3 % осіб, у тому числі 9,6 % дітей у віці до 18 років та 0,0 % осіб у віці 65 років та старших.
Цивільне працевлаштоване населення становило 384 особи. Основні галузі зайнятості: освіта, охорона здоров'я та соціальна допомога — 26,0 %, публічна адміністрація — 18,5 %, науковці, спеціалісти, менеджери — 9,4 %, роздрібна торгівля — 8,1 %.